# 穆欣诺村委员会
穆欣诺村委员会（俄语：Мухинский сельсовет）是俄罗斯联邦阿穆尔州施马诺夫斯克区所属的一个村委员会。其下辖有4个居民点，行政中心为穆欣诺。据2016年统计，该村委员会的人口为1269人。